# Иля-Куккаусъярви
И́ля-Ку́ккаусъя́рви (фин. Ylä-Kuukkausjärvi) — озеро на территории Найстенъярвского сельского поселения Суоярвского района Республики Карелия.

## Общие сведения
Площадь озера — 1 км², площадь бассейна — 68,1 км². Располагается на высоте 183,1 метров над уровнем моря.
Форма озера лопастная, вытянуто с севера на юг. Берега каменисто-песчаные, частично заболоченные.
В северную оконечность озера впадает безымянный ручей несущий воды из озера Куйккалампи (фин. Kuikkalampi) и ещё четырёх безымянных ламбин.
С северо-востока, в залив Пяйванноуслахти (фин. Päivannouslahti), втекает безымянный ручей, текущий из ламбины Вачхойнкераллинен (фин. Vaatshoinkerallinen), а также нескольких болот без названия.
С юго-восточной стороны в озеро втекает ручей из озера Салменкорванлампи (фин. Salmenkorvenlampi).
С восточной стороны в озеро втекает ручей без названия, текущий из двух безымянных ламбин.
Из южной оконечности озера вытекает река Куккаусйоки. протекающая через озеро Куккаусъярви и втекающая в реку Айттойоки.
В озере расположены три небольших острова без названия.
Код водного объекта в государственном водном реестре — 01040100111102000016559.